# مسجد بازار یالرود
مسجد بازار یالرود مربوط به دوره قاجار است و در شهرستان نور، بخش بلده، دهستان شیخ فضل ا، روستای یالرود واقع شده و این اثر در تاریخ ۹ بهمن ۱۳۸۶ با شمارهٔ ثبت ۲۰۶۸۴ به‌عنوان یکی از آثار ملی ایران به ثبت رسیده است.